# Tournavaux
Tournavaux est une commune française, située dans le département des Ardennes en région Grand Est. La commune appartient à l'arrondissement de Charleville-Mézières et au canton de Monthermé. Ses habitants sont appelés les « Vichaux » (putois en patois)

## Géographie
| Monthermé       |            |        |
|                 | Tournavaux | Thilay |
| Bogny-sur-Meuse | Haulmé     |        |

La commune est située aux bords de la Semoy, entre Thilay (amont) distant de 1,5 km et Monthermé (aval) distant de 4 km.

### Hydrographie
La commune est dans le bassin versant de la Meuse au sein du bassin Rhin-Meuse. Elle est drainée par la Semoy,.
La Semoy, d'une longueur de 24 km, prend sa source dans la commune de Tailly et se jette  dans la Meuse à Monthermé, après avoir traversé cinq communes. 

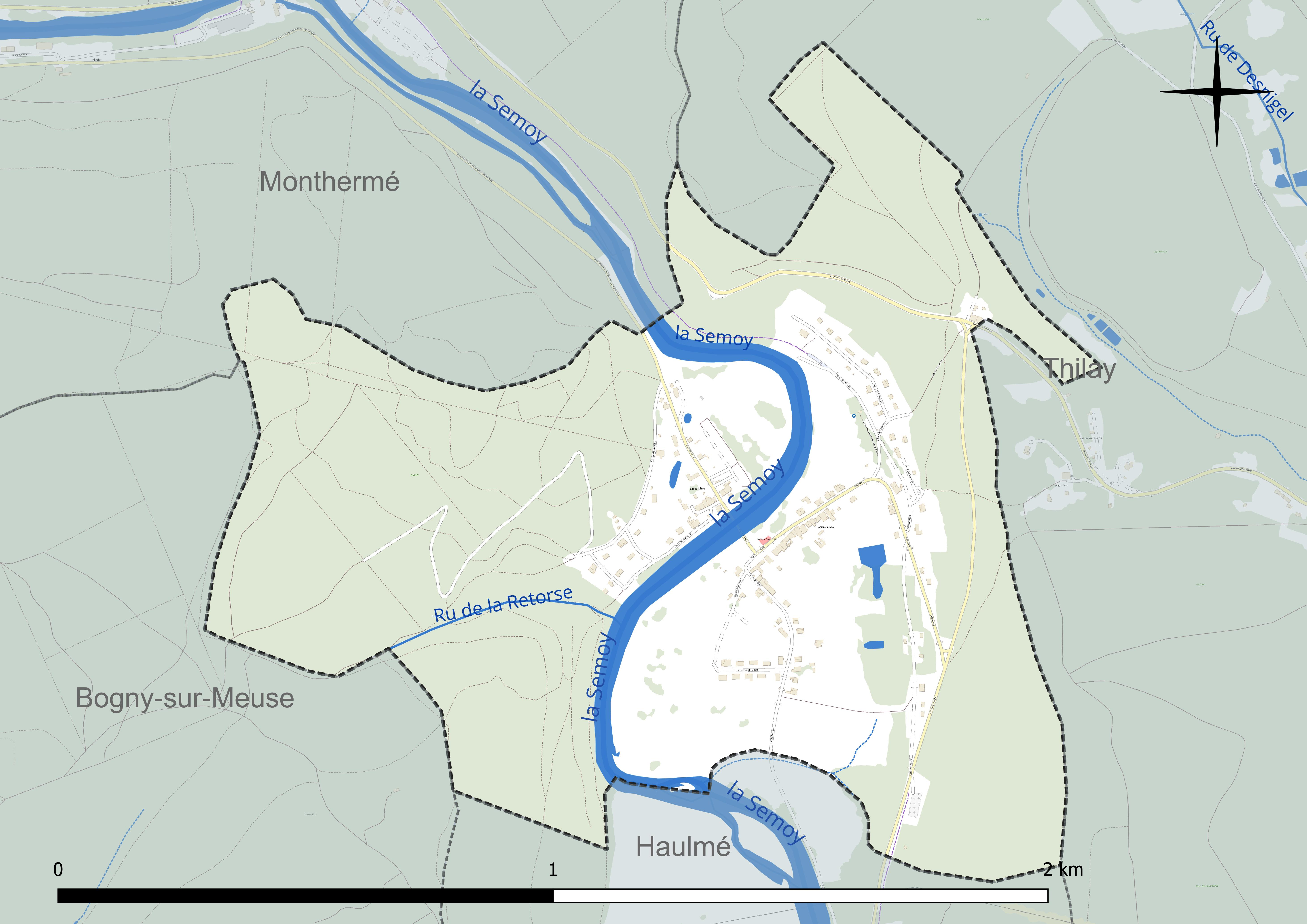
Réseau hydrographique de Tournavaux.

### Climat
Pour des articles plus généraux, voir Climat du Grand Est et Climat des Ardennes.
En 2010, le climat de la commune est de type climat de montagne, selon une étude du Centre national de la recherche scientifique s'appuyant sur une série de données couvrant la période 1971-2000. En 2020, Météo-France publie une typologie des climats de la France métropolitaine dans laquelle la commune est exposée à un climat océanique altéré et est dans la région climatique  Lorraine, plateau de Langres, Morvan, caractérisée par un hiver rude (1,5 °C), des vents modérés et des brouillards fréquents en automne et hiver. 
Pour la période 1971-2000, la température annuelle moyenne est de 9,7 °C, avec une amplitude thermique annuelle de 15,4 °C. Le cumul annuel moyen de précipitations est de 955 mm, avec 14,2 jours de précipitations en janvier et 9,7 jours en juillet. Pour la période 1991-2020, la température moyenne annuelle observée sur la station météorologique de Météo-France la plus proche, « Charleville-Méz. », sur la commune de Charleville-Mézières à 12 km à vol d'oiseau, est de 9,9 °C et le cumul annuel moyen de précipitations est de 928,4 mm. 
La température maximale relevée sur cette station est de 39,2 °C, atteinte le 25 juillet 2019 ; la température minimale est de −17,5 °C, atteinte le 1er janvier 1997,,. 
Les paramètres climatiques de la commune ont été estimés pour le milieu du siècle (2041-2070) selon différents scénarios d'émission de gaz à effet de serre à partir des nouvelles projections climatiques de référence DRIAS-2020. Ils sont consultables sur un site dédié publié par Météo-France en novembre 2022.

## Urbanisme

### Typologie
Au 1er janvier 2024, Tournavaux est catégorisée commune rurale à habitat dispersé, selon la nouvelle grille communale de densité à 7 niveaux définie par l'Insee en 2022.
Elle est située hors unité urbaine. Par ailleurs la commune fait partie de l'aire d'attraction de Charleville-Mézières, dont elle est une commune de la couronne,. Cette aire, qui regroupe 132 communes, est catégorisée dans les aires de 50 000 à moins de 200 000 habitants,.

### Occupation des sols
L'occupation des sols de la commune, telle qu'elle ressort de la base de données européenne d’occupation biophysique des sols Corine Land Cover (CLC), est marquée par l'importance des forêts et milieux semi-naturels (65,9 % en 2018), en diminution par rapport à 1990 (75,3 %). La répartition détaillée en 2018 est la suivante : 
forêts (65,9 %), zones agricoles hétérogènes (25,1 %), prairies (9 %). L'évolution de l’occupation des sols de la commune et de ses infrastructures peut être observée sur les différentes représentations cartographiques du territoire : la carte de Cassini (XVIIIe siècle), la carte d'état-major (1820-1866) et les cartes ou photos aériennes de l'IGN pour la période actuelle (1950 à aujourd'hui).

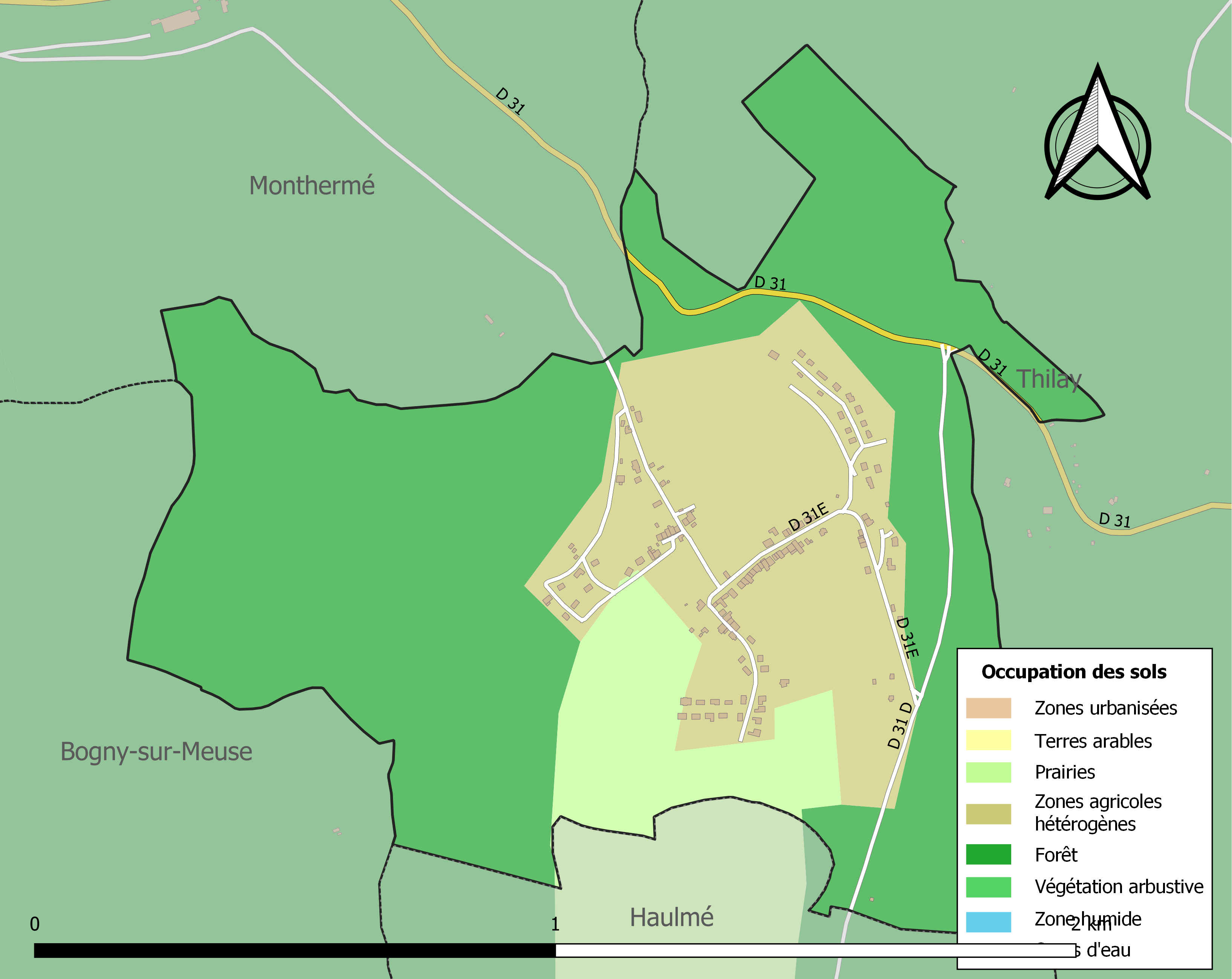
Carte des infrastructures et de l'occupation des sols de la commune en 2018 (CLC).

## Toponymie
Le nom de la localité est attesté sous la forme Tournauveaux en 1265 (Arch. dép. Ardennes, G9).

## Histoire
Tournavaux fut fondée par les chanoines de Braux (bourg qui, avec Levrezy et Château-Regnault constitue la commune de Bogny-sur-Meuse) à la fin du XIIe siècle. Cet ancien écart d'Haulmé a été déclaré commune en 1872.

### Exode des habitants
Au cours de la Seconde Guerre mondiale, entre le 10 et 15 mai 1940, les habitants de Tournavaux sont dirigés vers Bouin et Saint-Jean-de-Monts.

## Politique et administration
| Période                                  | Période                      | Identité                                       | Étiquette | Qualité  |
| ---------------------------------------- | ---------------------------- | ---------------------------------------------- | --------- | -------- |
| mars 1977                                | En cours (au 4 juillet 2020) | Luc Lallouette, Réélu pour le mandat 2020-2026 | DVG       | Retraité |
| Les données manquantes sont à compléter. |                              |                                                |           |          |

Tournavaux a adhéré à la charte du parc naturel régional des Ardennes, à sa création en décembre 2011.

## Démographie
L'évolution du nombre d'habitants est connue à travers les recensements de la population effectués dans la commune depuis 1793. Pour les communes de moins de 10 000 habitants, une enquête de recensement portant sur toute la population est réalisée tous les cinq ans, les populations de référence des années intermédiaires étant quant à elles estimées par interpolation ou extrapolation. Pour la commune, le premier recensement exhaustif entrant dans le cadre du nouveau dispositif a été réalisé en 2005.

En 2022, la commune comptait 233 habitants, en évolution de −2,51 % par rapport à 2016 (Ardennes : −2,97 %, France hors Mayotte : +2,11 %).
| 1793 | 1800 | 1806 | 1821 | 1872 | 1876 | 1881 | 1886 | 1891 |
| ---- | ---- | ---- | ---- | ---- | ---- | ---- | ---- | ---- |
| 81   | 78   | 85   | 73   | 169  | 185  | 228  | 240  | 221  |

| 1896 | 1901 | 1906 | 1911 | 1921 | 1926 | 1931 | 1936 | 1946 |
| ---- | ---- | ---- | ---- | ---- | ---- | ---- | ---- | ---- |
| 219  | 207  | 215  | 220  | 222  | 214  | 251  | 171  | 118  |

| 1954 | 1962 | 1968 | 1975 | 1982 | 1990 | 1999 | 2005 | 2006 |
| ---- | ---- | ---- | ---- | ---- | ---- | ---- | ---- | ---- |
| 119  | 145  | 133  | 120  | 128  | 120  | 147  | 154  | 158  |

| 2010 | 2015 | 2020 | 2022 | - | - | - | - | - |
| ---- | ---- | ---- | ---- | - | - | - | - | - |
| 172  | 232  | 228  | 233  | - | - | - | - | - |

## Lieux et monuments
- Il existait une école qui actuellement est la mairie de ce village. On peut encore observer au-dessus de ce bâtiment l'ancienne cloche.
- La Roche aux Corpias (corbeaux), un point de vue sur le village de Tournavaux et Haulmé. La falaise est composée de poudingue.
- Les Totems de la Semoy, sept totems en métal œuvres monumentales de l'artiste Jean Morette et du paysagiste Marc Soucat qui sont repartis dans les quatre communes de la vallée de la Semoy.

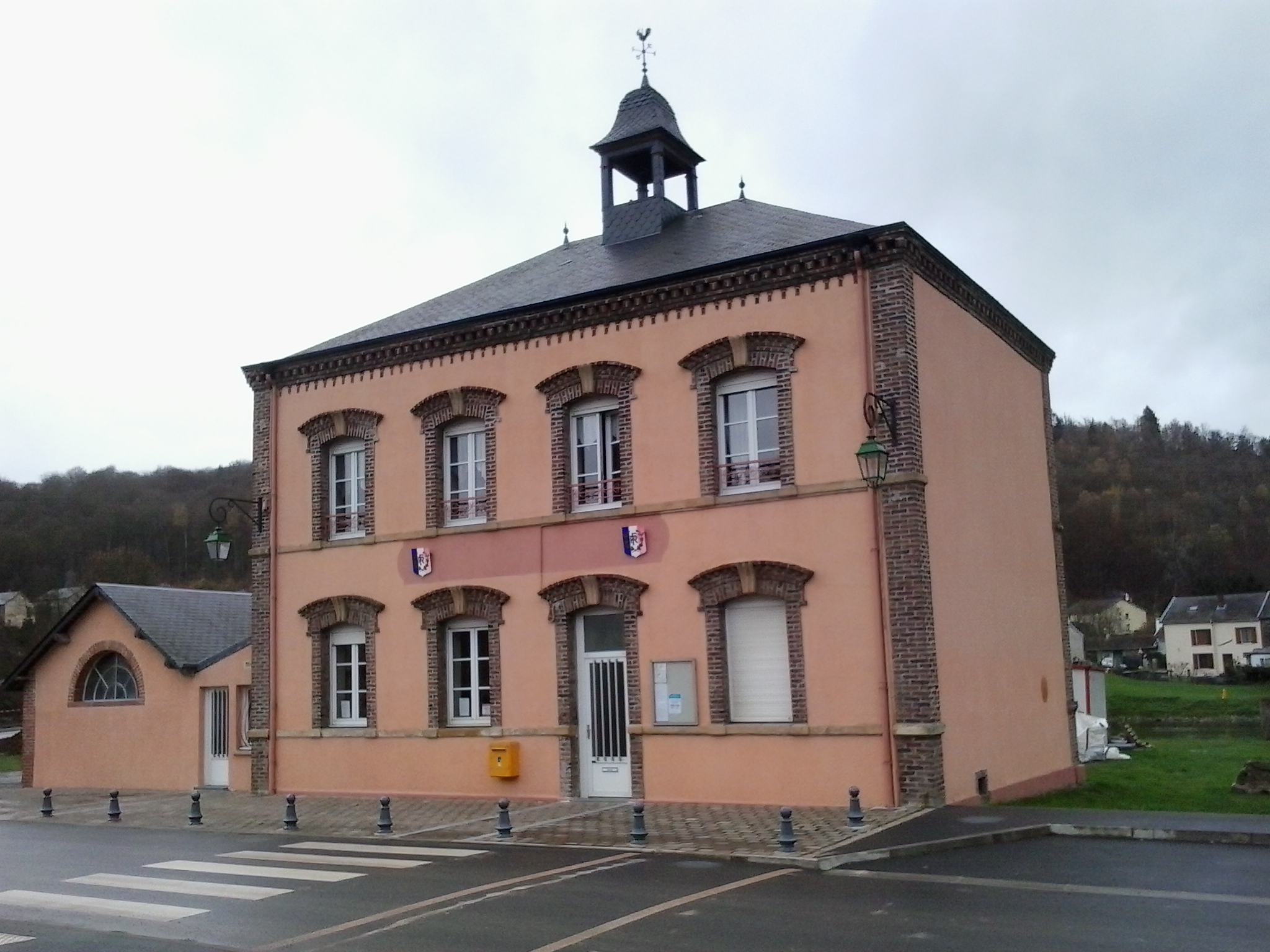
La mairie.
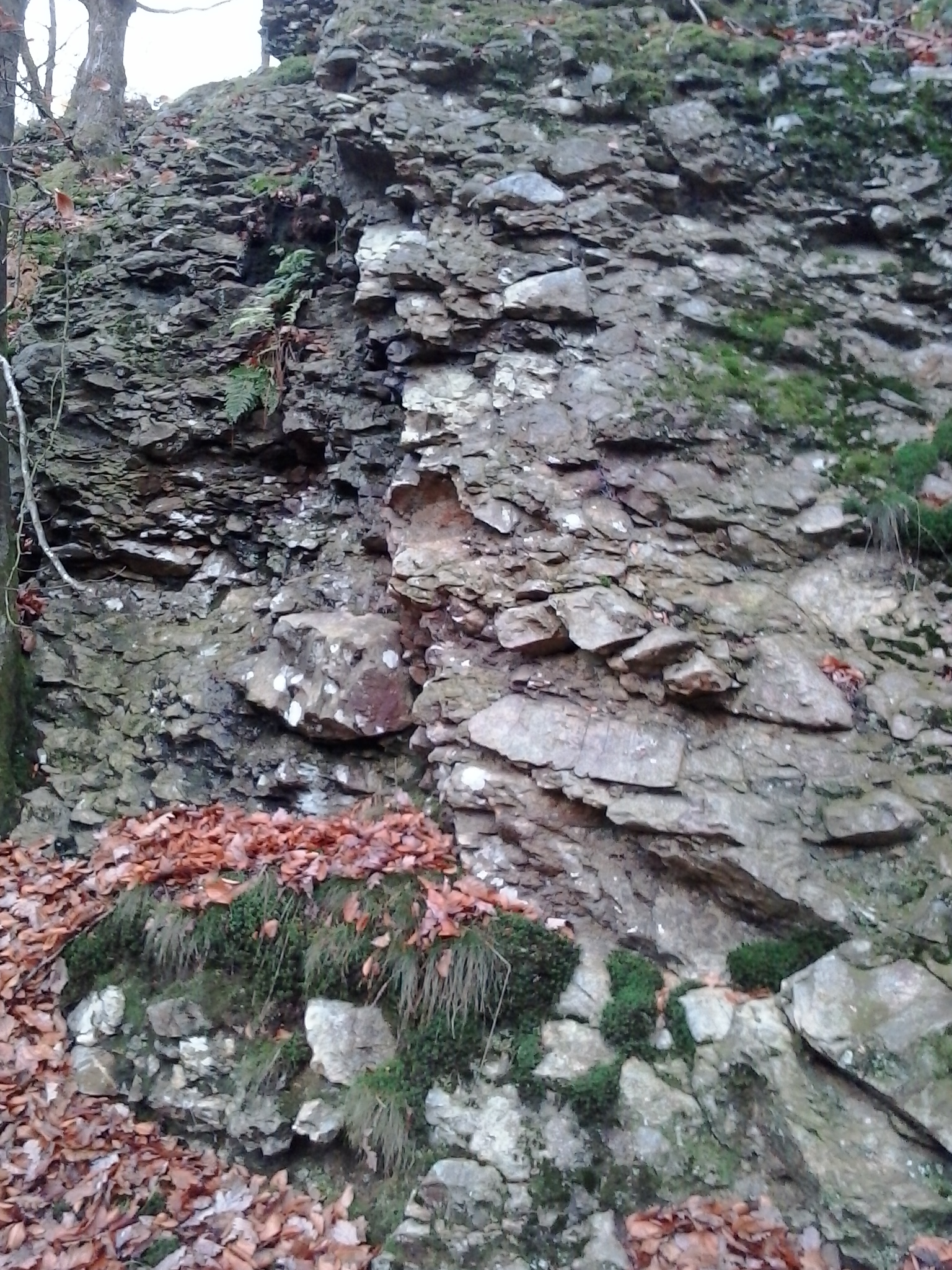
Roche aux Corpias : poudingue.

## Héraldique
| Blason de Tournavaux | Blason  | D'azur au pal ondé d'argent adextré d'une crosse, senestré d'une clé à double panneton toutes deux d'or et contournées, chaussé de gueules. |
| Blason de Tournavaux | Détails | Le statut officiel du blason reste à déterminer.                                                                                            |